# Gwacheon
Gwacheon (în coreeană 과천시) este un oraș din Coreea de Sud.

## Personalități născute aici
- Kim Seok-Jin (cunoscut ca Jin, n. 1992), cântăreț K-pop.